# Сенегал на летних Олимпийских играх 1972
Сенегал принимал участие в Летних Олимпийских играх 1972 года в Мюнхене (ФРГ) в третий раз за свою историю, но не завоевал ни одной медали.
23 спортсмена (все — мужчины) состязались в 5 видах спорта:
- лёгкая атлетика:
  - бег на 100, 400, 800, 1500, 5000 м, эстафета 4х100 метров,
  - бег с барьерами на 110 метров,
  - тройной прыжок: Мансур Диа занял 6 место.
- дзюдо
- борьба
- бокс
- баскетбол: 15 место.

Самым молодым олимпийцем из Сенегала в 1972 году был 18-летний легкоатлет Кристиан Доросарио, самым возрастным — 36-летний дзюдоист Бабакар Сидибе.

## Результаты

### Баскетбол
Группа В
| Команда     | Союз Советских Социалистических Республик | Италия | Югославия |        | Федеративная Республика Германии (1949—1990) | Польша | Филиппины | Сенегал | В | П | М         | Очки |
| ----------- | ----------------------------------------- | ------ | --------- | ------ | -------------------------------------------- | ------ | --------- | ------- | - | - | --------- | ---- |
| СССР        |                                           | 79:66  | 74:67     | 100:87 | 87:63                                        | 94:64  | 111:80    | 94:52   | 7 | 0 | 639 — 479 | 14   |
| Италия      | 66:79                                     |        | 78:85     | 71:54  | 68:57                                        | 71:59  | 101:81    | 92:56   | 5 | 2 | 547 — 471 | 12   |
| Югославия   | 67:74                                     | 85:78  |           | 74:79  | 81:56                                        | 85:64  | 117:76    | 73:57   | 5 | 2 | 582 — 484 | 12   |
| Пуэрто-Рико | 87:100                                    | 54:71  | 79:74     |        | 81:74                                        | 85:83  | 92:72     | 92:57   | 5 | 2 | 570 — 531 | 12   |
| ФРГ         | 63:87                                     | 57:68  | 56:81     | 74:81  |                                              | 67:65  | 93:74     | 72:62   | 3 | 4 | 482 — 518 | 10   |
| Польша      | 64:94                                     | 59:71  | 64:85     | 83:85  | 65:67                                        |        | 90:75     | 95:79   | 2 | 5 | 520 — 536 | 9    |
| Филиппины   | 80:111                                    | 81:101 | 76:117    | 72:92  | 74:93                                        | 75:90  |           | 68:62   | 1 | 6 | 526 — 666 | 8    |
| Сенегал     | 52:94                                     | 56:92  | 57:73     | 57:92  | 62:72                                        | 59:95  | 62:68     |         | 0 | 7 | 405 — 586 | 7    |

Полуфиналы за 13-16 места
| 6 сентября 1972 20:00 | Отчёт | Япония                           | 70 : 67 | Сенегал | Мюнхен, Руди Седлмайер |
| 6 сентября 1972 20:00 | Отчёт | Счёт по половинам: 34-39, 36-28. |         |         | Мюнхен, Руди Седлмайер |

Матч за 15 место
Техническое поражение команде Египта из-за того, что она покинула игры в результате теракта в Мюнхене во время Олимпиады
| 8 сентября 1972 15:00 |  | Египет | 0 : 2 | Сенегал | Мюнхен, Руди Седлмайер |

### Бокс
| Спортсмен       | Весовая категория | Первый раунд                   | 1/16 финала                        | 1/8 финала           | Четвертьфинал        | Полуфинал            | Финал                | Место |
| Спортсмен       | Весовая категория | Соперник Результат             | Соперник Результат                 | Соперник Результат   | Соперник Результат   | Соперник Результат   | Соперник Результат   | Место |
| --------------- | ----------------- | ------------------------------ | ---------------------------------- | -------------------- | -------------------- | -------------------- | -------------------- | ----- |
| Пьер Амон Ндиай | до 54 кг          |                                | Джордж Тёрпин Великобритания П 0-5 | Завершил выступления | Завершил выступления | Завершил выступления | Завершил выступления | 17    |
| Абду Файе       | до 57 кг          | Майкл Эндрюс Нигерия П 0-5     | Завершил выступления               | Завершил выступления | Завершил выступления | Завершил выступления | Завершил выступления | 33    |
| Абду Фалл       | до 63 кг          |                                | Пак Те Сик Республика Корея П TKO  | Завершил выступления | Завершил выступления | Завершил выступления | Завершил выступления | 17    |
| Умар Фалл       | до 71 кг          | Светомир Белич Югославия П 1-4 | Завершил выступления               | Завершил выступления | Завершил выступления | Завершил выступления | Завершил выступления | 32    |

### Борьба
Вольная борьба
| Спортсмен     | Весовая категория | 1 раунд                            | 2 раунд                           | 3 раунд              | 4 раунд              | 5 раунд              | 6 раунд              | Финал                |
| Спортсмен     | Весовая категория | Соперник Результат                 | Соперник Результат                | Соперник Результат   | Соперник Результат   | Соперник Результат   | Соперник Результат   | Соперник Результат   |
| ------------- | ----------------- | ---------------------------------- | --------------------------------- | -------------------- | -------------------- | -------------------- | -------------------- | -------------------- |
| Аруна Мане    | до 68 кг          | Удо Шрёдер ГДР П туше              | Жорж Кабрасс Франция П туше       | Завершил выступления | Завершил выступления | Завершил выступления | Завершил выступления | Завершил выступления |
| Ибрагим Диоп  | до 82 кг          | Леван Тедиашвили СССР П 3.5-0.5    | Хайри Полат Турция П туше         | Завершил выступления | Завершил выступления | Завершил выступления | Завершил выступления | Завершил выступления |
| Алиуне Камара | до 90 кг          | Рауль Гарсия Мендес Мексика П туше | Этьен Мартинетти Швейцария П туше | Завершил выступления | Завершил выступления | Завершил выступления | Завершил выступления | Завершил выступления |
| Роберт Ндиай  | до 100 кг         | Эначе Панаит Румыния П туше        | Абулфази Анвари Иран П туше       | Завершил выступления | Завершил выступления | Завершил выступления |                      | Завершил выступления |

### Дзюдо
Хавьер Босси (до 63 кг), Бабакар Сидибе (до 70 кг), Йонас Сиссе (до 80 кг), Мохамед Дионе (до 93 кг), Мбан Мбоджи (свыше 93 кг) и Абдулай Джиба (абсолютная весовая категория) завершили выступления в первом раунде.

### Лёгкая атлетика
Мужчины
| Спортсмен                                          | Соревнование       | Первый раунд/ квалификация | Первый раунд/ квалификация | Первый раунд/ квалификация | Четвертьфинал | Четвертьфинал | Четвертьфинал | Полуфинал             | Полуфинал             | Полуфинал             | Финал                 | Финал                 |
| Спортсмен                                          | Соревнование       | Результат                  | Место                      | Итог                       | Результат     | Место         | Итог          | Результат             | Место                 | Итог                  | Результат             | Место                 |
| -------------------------------------------------- | ------------------ | -------------------------- | -------------------------- | -------------------------- | ------------- | ------------- | ------------- | --------------------- | --------------------- | --------------------- | --------------------- | --------------------- |
| Барка Су                                           | 100 м              | 10,30                      | 1                          | 3                          | 10,27         | 2             | 6             | 10,42                 | 5                     | 8                     | Завершил выступления  | Завершил выступления  |
| Амаду Гаку                                         | 400 м              | 47,68                      | 4                          | 44                         | 46,96         | 7             | 31            | Завершил выступления  | Завершил выступления  | Завершил выступления  | Завершил выступления  | Завершил выступления  |
| Даниэль Андраде                                    | 800 м              | 1:53,9                     | 7                          | 52                         |               |               |               | Завершил выступления  | Завершил выступления  | Завершил выступления  | Завершил выступления  | Завершил выступления  |
| Даниэль Андраде                                    | 1500 м             | 3:59,2                     | 9                          | 59                         |               |               |               | Завершил выступления  | Завершил выступления  | Завершил выступления  | Завершил выступления  | Завершил выступления  |
| Абдулайе Сарр                                      | 110 м с/б          | 14,12                      | 4                          | 16                         |               |               |               | Завершил выступления  | Завершил выступления  | Завершил выступления  | Завершил выступления  | Завершил выступления  |
| Маланг Мане Кристиан Доросарио Момар Ндао Барка Су | эстафета 4х100 м   | 40,95                      | 5                          | 20                         |               |               |               | Завершили выступления | Завершили выступления | Завершили выступления | Завершили выступления | Завершили выступления |
| Омар Ба Абду Мамаду Соу Самба Дийе Жан-Пьер Манго  | эстафета 4 х 400 м | 3:11,2                     | 7                          | 19                         |               |               |               |                       |                       |                       | Завершили выступления | Завершили выступления |

| Спортсмен  | Дисциплина     | Квалификация | Квалификация | Финал     | Финал |
| Спортсмен  | Дисциплина     | Результат    | Место        | Результат | Место |
| ---------- | -------------- | ------------ | ------------ | --------- | ----- |
| Мансур Диа | тройной прыжок | 16,55 м      | 3            | 16,83 м   | 6     |